# Дельфин (сейнер)
Дельфин — сейнер, подорвавшийся на мине 6 апреля 1944 года в четырёх милях на запад от Очакова. Капитан — Василий Константинов.

## История
До Великой Отечественной войны использовался для перевозки рыбы. Во время войны был захвачен фашистами, но в 1944 году Василий Константинов вместе со своей  довоенной командой уничтожил на «Дельфине» немецкую охрану и увёл сейнер к советскому берегу.
6 апреля 1944 года штаб и политотдел 1-го гвардейского Николаевского укреплённого района переходил на сейнере из Очакова на мыс Аджияск.
В числе прочих на судне перевозились документы с именами 12-ти пехотинцев из личного состава 28-й армии, участвовавших в операции по освобождению Николаева. «Дельфин» подорвался на плавучей мине 6 апреля 1944 года в 18.30, погиб весь штаб и все документы были утеряны. Из экипажа, выжил только Михаил Филиппович Мухин, со слов которого стало известно, что после взрыва на поверхности плавало до 40 человек.

## Воспоминания современников
Внеочередное донесение коменданта 1-го гвардейского ур полковника Никитина, от 6 апреля 1944 года, в адрес командующего 5-й Ударной армии:
"...В 14.60 часов Управление 1-го гвардейского укрепленного района, политотдел и отдел контрразведки, на причале у КУЦРУБ были погружены на катер "Дельфин" и направились в Очаков. Шестого апреля 1944 года, в 18. 00 "Дельфин" отчалил с восточной пристани Очаков на Аджиаска. В 19.00 6-го апреля 1944 года в шести километрах западнее Очаков, в море наблюдался взрыв большой силы с нескольких направлений, а из района Ново - Викторовский маяк (6680) начальник разведотдела Укрепрайона наблюдал, как взорвался и затонул катер "Дельфин". Приняты следующие меры: 1. К месту катастрофы высланы шлюпки с рыбаками; 2. По берегам выслана охрана для подбора выброшенных волнами трупов и имущества..."             " ...Из общего количества погибших на сейнере спаслись двое: рядовой комендантского взвода Курбатов и 7-го апреля в 2-00 часа подобран у берега на бревне телефонист центральной телефонной станции сержант Мухин..."
Из воспоминаний телефониста штаба 1-го гвардейского НКУР, гвардии ефрейтора Михаила Филипповича Мухина, выжившего при катастрофе сейнера:
"Это было 6 апреля 1944 года. С утра нам была дана команда сняться с места и двигаться вперед, на Одессу. Все наши батальоны ушли раньше нас, в обход Березанского лимана. А для нашего штаба была предоставлена возможность перебраться на место Черным морем на шхуне «Дельфин», которую рыбаки увели ночью у немцев. Шхуна всех взять не смогла. На неё погрузился штаб со своим имуществом и документами, и взяли нас, связистов штаба... Всей погрузкой командовал полковник Мазуркин, а командир части генерал-майор Никитин уехал на машине за батальонами. Когда отчалили от причала, все было хорошо, потом погода испортилась, поднялся шторм. Я сидел впереди машинного отделения, а когда случайно взглянул на мачту, то увидел, что к ней прикреплено наше гвардейское знамя в свернутом виде. Впереди меня лежали два бойца из комендантского взвода и пели песню. Ветер усиливался. Люди стали уходить в трюм, начальство ушло в машинное отделение. Я остался на месте наблюдать за волнами, так как я на море был впервые и мне все было интересно. Вдруг я услышал как бы звон бокалов и очутился в воздухе, потом в море. Когда вынырнул, то увидел летящие сверху вещи и обломки шхуны... Когда утонули все вещи и не стало слышно криков о помощи, я, капитан-особист и боец из комендантского взвода увидели в стороне от нас мачту нашей шхуны. Мачта все больше и больше погружалась в море и потом окончательно исчезла.... Сначала мы не понимали, что находимся на одном месте. И поняли только тогда, когда обломки от нас удалились к берегу. Тогда мы догадались, что сидим на передней части шхуны, на которой находился якорь. Якорная цепь после взрыва размоталась, и якорь утонул. Мы сидели, как на поплавке. Ночью мимо нас прошло судно, в иллюминаторах был виден свет. Мы с капитаном сильно кричали, но нас никто не услышал. Был шторм. К утру капитана и бойца смыло. Я остался один. Когда взошло солнце, то я увидел впереди себя, километрах в пяти, берег, и на нем были заметны мазанки. А слегка слева что-то вроде бухты... Вскоре я заметил, что ко мне приближается судно... На нем были люди и махали шапками...»

## Тайна шхуны «Дельфин»
С августа 1966 года поисками затонувшего сейнера занимался Клуб Садко.
Снят 20-минутный документальный фильм «Тайна шхуны „Дельфин“», посвящённый результатам экспедиции томских и николаевских аквалангистов по поиску подорвавшейся на мине шхуны «Дельфин».